# Pilau (isola)
Pilau (in arabo بيلو) è un'isola rocciosa situata nel nord della Tunisia.

## Posizione
Si trova a nord-ovest di Capo Sidi Ali El Mekki e a un miglio nautico a nord della costa di Raf Raf. L'isola culmina a 116 metri di altitudine e ha una sommità conica.

## Etimologia
Pilau deriva dal maltese pulau che significa "Isola". I marinai della regione chiamano quest'isola "Roccia di Pilau" tradotto dall'arabo Haajret El Pilau. Quest'isola è anche chiamata K'minnaria che significa in arabo "sommità in fiamme". Un nome simile si trova nel portolano di Giovanni d'Uzzano dove viene chiamata Camalera e, con poca differenza, Gamelera in Geografia di Livio Sanuto, che afferma che è ben nota ai marinai.